# Ronde van Frankrijk 1939
| Route van de Ronde van Frankrijk 1939 met start en finish in Parijs. |                       |              |
| Eindklassement                                                       |                       |              |
| Algemeen klassement                                                  | Sylvère Maes          | 132h 03' 17" |
| Tweede                                                               | René Vietto           | + 30' 38"    |
| Derde                                                                | Lucien Vlaemynck      | + 32' 08"    |
| Vierde                                                               | Mathias Clemens       | + 36' 09"    |
| Vijfde                                                               | Edward Vissers        | + 38' 05"    |
| Zesde                                                                | Sylvain Marcaillou    | + 45' 16"    |
| Zevende                                                              | Albertin Disseaux     | + 46' 54"    |
| Achtste                                                              | Jan Lambrichs         | + 48' 01"    |
| Negende                                                              | Albert Ritserveldt    | + 48' 27"    |
| Tiende                                                               | Cyriel Van Overberghe | + 49' 44"    |
| Rode Lantaarn                                                        | Armand Le Moal (49e)  | + 4h 26' 39" |
| Bergklassement                                                       | Sylvère Maes          | 75 punten    |
| Tweede                                                               | Edward Vissers        | 70 punten    |
| Derde                                                                | Albert Ritserveldt    | 63 punten    |
| Ploegenklassement                                                    | België B              | 398h 17' 05" |
| Tweede                                                               | Frankrijk             | -            |
| Derde                                                                | België A              | -            |

In 1939 ging de 33e Tour de France van start op 10 juli in Parijs. Hij eindigde op 30 juli in Parijs. Er stonden 79 renners verdeeld over 10 ploegen aan de start.
Aantal ritten: 18

Totale afstand: 4224 km

Gemiddelde snelheid: 31.986 km/h

Aantal deelnemers: 79

Aantal uitgevallen: 30

## Verloop
De Tweede Wereldoorlog wierp zijn schaduw vooruit op de Ronde van Frankrijk: De rijders uit Duitsland, Italië en Spanje waren niet welkom. Om toch op een redelijk aantal renners en (landen)teams uit te komen, waren er vijf Franse ploegen (een nationale ploeg en vier regionale, het voorgaande jaar waren er 'slechts' drie Franse ploegen geweest), en ook een tweede Belgische ploeg. Nieuw in het Tourschema is de klimtijdrit – en wat voor één: 64.5 km, over de Iseran, met op dezelfde dag nog een etappe vóór en een etappe ná de tijdrit.
Het zijn in het begin vooral renners van de regionale Franse ploegen die de etappes meepakken en de gele trui mogen dragen. René Vietto (team Sud-Est) weet uiteindelijk de trui tot aan de Pyreneeën vast te houden. Hij krijgt echter opnieuw, net zoals voorgaande jaren last van zijn knie, en bovendien griep. In de Pyreneeën kan hij nauwelijks volgen, en hij behoudt het geel voornamelijk door bij de Belgen zoals Sylvère Maes aan te klampen.
Het is uiteindelijk in de vijftiende etappe, van Digne naar Briançon, dat Maes toeslaat. Een tijdlang moet Vietto steeds lossen, maar kan dan weer terugkomen. Dit kost hem echter wel zijn laatste krachten, en op de Izoard laat Maes de bom barsten. Vietto verliest 17 minuten en de gele trui. De volgende dag wint Maes de klimtijdrit, en stelt daarmee zijn zege veilig. Hij is dit jaar ook nog winnaar van het bergklassement, terwijl het teamklassement verrassend gewonnen wordt door Belgiës B-ploeg, dat in Lucien Vlaemynck ook nog een man op het podium weet te krijgen.
Een maand na het einde van de Tour de France begon de Tweede Wereldoorlog. Hoewel er in 1940 wel plannen waren voor een Tour, en er in de oorlogsjaren vervangende wedstrijden als het 'Circuit de France' en de 'Ronde de France' werden gereden, zou het tot 1947 duren tot de Tour zelf weer verreden werd.

## Belgische en Nederlandse prestaties
In totaal namen er 16 Belgen en 8 Nederlanders deel aan de Tour van 1939.

### Belgische etappezeges
- Romain Maes won de 2e etappe deel A van Caen naar Vire.
- Lucien Storme won de 6e etappe deel A van Nantes naar La Rochelle.
- Marcel Kint won de 8e etappe deel A van Bordeaux naar Salies-de-Béarn en de 18e etappe deel B van Troyes naar Parijs.
- Edward Vissers won de 9e etappe van Pau naar Toulouse.
- Sylvère Maes won de 15e etappe van Digne naar Briançon en de 16e etappe deel B van Bonneval naar Bourg-Saint-Maurice.

### Nederlandse etappezeges
- Toon van Schendel won de 16e etappe deel C van Bourg-Saint-Maurice naar Annecy.

## Etappes
| Etappe | Van                 | Naar                | Winnaar            |
| ------ | ------------------- | ------------------- | ------------------ |
| 1      | Parijs              | Caen                | Amédéé Fournier    |
| 2a     | Caen                | Vire                | Romain Maes        |
| 2b     | Vire                | Rennes              | Eloi Tassin        |
| 3      | Rennes              | Brest               | Pierre Cloarec     |
| 4      | Brest               | Lorient             | Raymond Louviot    |
| 5      | Lorient             | Nantes              | Amédéé Fournier    |
| 6a     | Nantes              | La Rochelle         | Lucien Storme      |
| 6b     | La Rochelle         | Royan               | Edmond Pagès       |
| 7      | Royan               | Bordeaux            | Raymond Passat     |
| 8a     | Bordeaux            | Salies-de-Béarn     | Marcel Kint        |
| 8b     | Sallis-de-Béarn     | Pau                 | Karl Litschi       |
| 9      | Pau                 | Toulouse            | Edward Vissers     |
| 10a    | Toulouse            | Narbonne            | Pierre Jaminet     |
| 10b    | Narbonne            | Béziers             | Maurice Archambaud |
| 10c    | Béziers             | Montpellier         | Maurice Archambaud |
| 11e    | Montpellier         | Marseille           | Fabien Galateau    |
| 12a    | Marseille           | Saint-Raphaël       | François Neuens    |
| 12b    | Saint-Raphaël       | Monaco              | Maurice Archambaud |
| 13     | Monaco              | Sospel – Monaco     | Pierre Gallien     |
| 14     | Monaco              | Digne               | Pierre Cloarec     |
| 15     | Digne               | Briançon            | Sylvère Maes       |
| 16a    | Briançon            | Bonneval            | Pierre Jaminet     |
| 16b    | Bonneval            | Bourg-Saint-Maurice | Sylvère Maes       |
| 16c    | Bourg-Saint-Maurice | Annecy              | Toon van Schendel  |
| 17a    | Annecy              | Dole                | François Neuens    |
| 17b    | Dôle                | Dijon               | Maurice Archambaud |
| 18a    | Dijon               | Troyes              | René Le Grevès     |
| 18b    | Troyes              | Parijs              | Marcel Kint        |

 winnaars gele trui · 
 puntenklassement · 
 bergklassement · 
 jongerenklassement · 
 tussensprintklassement · 
 combinatieklassement · 
 ploegenklassement · 
 strijdlust · 
rode lantaarn
records · meeste deelnames · ranglijst etappewinnaars · bekende beklimmingen · valpartijen · dopinggevallen · Grand Départ · Souvenir Henri Desgrange
1903 · 
1904 · 
1905 · 
1906 · 
1907 · 
1908 · 
1909 · 
1910 · 
1911 · 
1912 · 
1913 · 
1914 ·
1915 ·
1916 ·
1917 ·
1918 · 
1919 · 
1920 · 
1921 · 
1922 · 
1923 · 
1924 · 
1925 · 
1926 · 
1927 · 
1928 · 
1929 · 
1930 · 
1931 · 
1932 · 
1933 · 
1934 · 
1935 · 
1936 · 
1937 · 
1938 · 
1939 · 
1940 ·
1941 ·
1942 ·
1943 ·
1944 ·
1945 ·
1946 ·
1947 · 
1948 · 
1949 · 
1950 · 
1951 · 
1952 · 
1953 · 
1954 · 
1955 · 
1956 · 
1957 · 
1958 · 
1959 · 
1960 · 
1961 · 
1962 · 
1963 · 
1964 · 
1965 · 
1966 · 
1967 · 
1968 · 
1969 · 
1970 · 
1971 · 
1972 · 
1973 · 
1974 · 
1975 · 
1976 · 
1977 · 
1978 · 
1979 · 
1980 · 
1981 · 
1982 · 
1983 · 
1984 · 
1985 · 
1986 · 
1987 · 
1988 · 
1989 · 
1990 · 
1991 · 
1992 · 
1993 · 
1994 · 
1995 · 
1996 · 
1997 · 
1998 · 
1999 · 
2000 · 
2001 · 
2002 · 
2003 · 
2004 · 
2005 · 
2006 · 
2007 · 
2008 · 
2009 · 
2010 · 
2011 · 
2012 · 
2013 · 
2014 · 
2015 · 
2016 · 
2017 · 
2018 · 
2019 ·
2020 · 
2021 · 
2022 · 
2023 · 
2024 · 
2025